# HMAS Wato
HMAS Wato – australijski holownik wodowany w 1904 dla Adelaide Steam Tug Company, w okresie II wojny światowej służył w Royal Australian Navy (RAN). „Wato” został złomowany w 1955.

## Historia
Holownik „Wato” został zbudowany w angielskiej stoczni JT Eltringham & Co Ltd w South Shields na zamówienie adelajdzkiej firmy Adelaide Steam Tug Company. Statek mierzył 125 stóp długości, 23,7 stóp szerokości i miał 12,4 stopy zanurzenia (38 x 7,2 x 3,8 m), pojemność brutto wynosiła 292 tony. Napęd stanowiła maszyna parowa potrójnego rozprężania o mocy 660 IHP (132 NHP), średnica cylindrów wynosiła 17, 28 i 44 cale (432, 711 i 1117 mm), a skok cylindra - 30 cali (762 mm).  Holownik miał jedną śrubę.
„Wato” był wodowany 14 lipca 1904 i ukończony w sierpniu tego roku. 7 września holownik opuścił Wielką Brytanię udając się w podróż do Adelajdy gdzie przybył 29 października.
W okresie I wojny światowej „Wato” został wynajęty przez Admiralicję i służył na akwenie Morza Śródziemnego oraz przynajmniej raz płynąc do Archangielska (zapewne w czasie wojny domowej w Rosji).
Po wybuchu II wojny światowej holownik został zarekwirowany przez RAN 19 kwietnia 1941 i wszedł do służby 11 maja jako HMAS „Wato” (W127), w czasie wojny „Wato” był najstarszym zarekwirowanym przez RAN okrętem. „Wato” został uzbrojony w pojedyncze działo Oerlikon 20 mm i dwa karabiny maszynowe Vickers (7,7 mm).
Po wejściu do służby okręt został wysłany do Darwin, gdzie przebywał w czasie pierwszego bombardowania Darwin.  Po ataku „Wato” udał się na pomoc przycumowanemu do głównego nabrzeża drobnicowcowi „Barossa”. Do burty „Barossy” przycumowana była lichtuga olejowa, która zapaliła się w wyniku jest ostrzelania przez japońskie samoloty.  Sytuację pogarszał fakt, że tuż obok przycumowany stał, także już płonący, motorowiec MV „Neptuna” z ponad 200 tonami bomb głębinowych i innych materiałów wybuchowych na pokładzie. „Wato” najpierw odholował płonącą lichtugę, a następnie powrócił aby odholować także „Barossę”.  Tuż po odciągnięciu „Barossy” na bezpieczną odległość „Neptuna” eksplodowała. „Wato” oddał akcję ratunkową „Barossy” trałowcowi HMAS „Tolga” który ugasił pożary na jej pokładzie, a sam „Wato” powrócił do portu w poszukiwaniu potrzebujących pomocy marynarzy.
W późniejszym czasie „Wato” służył na wodach Nowej Gwinei aż do 1944 kiedy został przeniesiony do Sydney w grudniu tego roku i tam służył do końca wojny.  Po zakończeniu wojny został wycofany do rezerwy 12 listopada 1945 i zwrócony Adelaide Steam Tug Company 27 maja 1946.  Za służbę w okresie wojny otrzymał battle honour „Darwin 1942”.
W latach 1946–49 holownik ponownie służył Adelajdzie, około czerwca 1949 udał się do Fremantle, gdzie służył jeszcze w latach 50. Został złomowany 2 grudnia 1955.